# Plenaria Memoria y Justicia
Plenaria Memoria y Justicia es una organización social de derechos humanos de Uruguay, integrada por 10 personas, creada en junio de 2000.

## Origen
En el año 2000, en el contexto de una propuesta gubernamental del entonces presidente Jorge Batlle, se convocaba a conformar una denominada "Comisión para la Paz", integrada por diversos actores sociales y políticos. Algunos colectivos de derechos humanos, grupos de jóvenes, familiares y víctimas del terrorismo de Estado expresaron una postura crítica a la iniciativa de gobierno por considerarla excluyente e incompleta en relación con el propósito de alcanzar la verdad, la justicia y enfrentar la impunidad.
Esa posición divergente sobre cómo se proponían resolver los temas referidos al pasado reciente motivó la convocatoria, en mayo de 2000, de un encuentro denominado "La tercera voz", desde donde surgió la propuesta de conformar un espacio permanente de actividad por derechos humanos y contra la impunidad. Para el 22 de junio de ese mismo año se conforma finalmente la organización social denominada Plenaria Memoria y Justicia.

## Integración y funcionamiento
Desde sus inicios la organización social estuvo conformada por víctimas del terrorismo de Estado, familiares de desaparecidos durante la dictadura cívico-militar de Uruguay, jóvenes nucleados en colectivos de medios alternativos, feministas, estudiantes y militantes sindicales. A lo largo del tiempo la organización fue variando su integración, manteniendo siempre un núcleo estable funcionando en forma asamblearia, horizontal y autónoma.
Las instancias de funcionamiento han sido en plenarios semanales abiertos con base en un plan de acción anual,  e instancias de coordinación con otros colectivos ante eventos puntuales.

## Actividad y objetivos
La organización social propone, entre sus fundamentos, la actividad en el marco de los derechos humanos, la denuncia de la impunidad en distintos niveles, y la reconstrucción de la memoria colectiva. Para tales objetivos ha impulsado la denuncia y localización de represores impunes en forma de los denominados "escraches" (movilizaciones ante el domicilio de represores o instalaciones militares y policiales involucradas en la represión). Esta modalidad ha supuesto más de 40 movilizaciones de este tipo entre el año 2000 y 2018.
Complementariamente con la actividad de denuncia de los represores impunes, la organización también realiza una modalidad de actividad de reconstrucción de la memoria colectiva denominada "rescates", que consiste en movilizaciones que convocan a marchar o concentrarse en los últimos lugares donde fueron vistas las personas detenidas-desaparecidas, recorriendo los barrios donde vivieron, los lugares donde militaron o los centros donde fueron detenidos, para dejar allí una marca, por ejemplo en forma de mural.
Otra de las actividades que involucra a la organización tiene que ver con difundir el concepto de la continuidad de la impunidad (de la dictadura a la democracia). Dentro de ese cometido, denuncia también hechos represivos de la actualidad, como situaciones de protesta que son criminalizadas y/o reprimidas. En ese marco Plenaria Memoria y Justicia es la organización articuladora de las marchas anuales en memoria de los sucesos del hospital Filtro en 1994.